# ×Agroelymus
×Agroelymus, hibridni rod trava smješten u podtribus Hordeinae, dio tribusa Hordeeae. Formula: Agropyron × Elymus.
Rod je opisan u Bulletin du Muséum d'Histoire Naturelle 33: 538. 1927.

## Vrste
1. ×Agroelymus ×androssovii (Roshev.) Olshanskyi;  Turkmenistan; Agropyron pectinatum x Elytrigia trichophora
2. ×Agroelymus ×berelicus (Kotukhov) comb.ined.; Kazahstan; Agropyron krylovianum x Elytrigia geniculata
3. ×Agroelymus ×bowdenii B.Boivin; Alberta, Britanska Kolumbija; Agropyron smithii x Elymus innovatus
4. ×Agroelymus ×czernjaevii (Sirj. & Lavrenko) Olshanskyi; Ukrajina;  Agropyron tanaiticum × Elymus repens.
5. ×Agroelymus ×dorei Bowden; Québec; Agropyron trachycaulum var. glaucum x Elymus hystrix var. bigelovianus
6. ×Agroelymus ×hajastanica (Tzvelev) Chepinoga; Sjeverni Kavkaz
7. ×Agroelymus ×kotovii (Tzvelev) Olshanskyi; Krim.
8. ×Agroelymus ×palmerensis Lepage; Aljaska, Kanada; Agropyron sericeum x Elymus sibiricus
9. ×Agroelymus ×piettei Cugnac; Québec;
10. ×Agroelymus ×turneri Lepage; Alberta, Saskatchewan; Elymus lanceolatus x Leymus innovatus
11. ×Agroelymus ×urunchaicus (Kotukhov) comb.ined.; Kazahstan; Agropyron tarbagataicum x Elytrigia repens